# Igors Korabļovs
Igors Korabļovs (Riga, 23 novembre 1974) è un ex calciatore e allenatore di calcio lettone, di ruolo difensore.

## Carriera

### Club
Ha cominciato la sua carriera tra i professionisti nel 1992 con l'Olimps Rīga, inizialmente nota come Kompar-Daugava. In quattro stagioni sfiorò la vittoria del campionato e vinse una coppa nazionale. Nel 1996-1998 si trasferisce al LU/Daugava Riga dove colleziona altri due secondi posti in tre stagioni. Negli anni 1999 e 2000 è al Rīga dove vince una seconda coppa nazionale.
Altre due coppe arricchiscono la sua bacheca personale nel periodo 2001-2004, quando veste la maglia del Ventspils. Dopo mezza stagione al Jūrmala, nel corso del 2005 va per la prima e unica volta all'estero, con gli ucraini del Kryvbas, rimanendo una sola stagione. Tornato in patria, milita nuovamente nel Rīga per due stagioni e mezza.
Nel 2010 gioca una stagione col Daugava Riga. L'anno successivo scende per la prima volta in 1. Līga, trasferendosi al Gulbene, con cui ottiene immediatamente la vittoria del campionato e il passaggio in Virslīga; con questo club, dopo la retrocessione del 2012, ottiene una nuova vittoria - promozione nel 2014; nello stesso periodo ha ricoperto il ruolo di vice-allenatore e poi di allenatore - giocatore. Chiude la carriera al RTU Riga nel 2016.
Vanta sei presenze in Coppa UEFA, quindici nei preliminari della stessa manifestazione e sei nella Coppa Intertoto 2008

### Nazionale
Ha esordito nella selezione maggiore il 10 novembre 1998, giocando titolare l'amichevole contro la Tunisia persa 3-0, prima di essere sostituito da Dzintars Zirnis nel quarto d'ora finale.
Ha vinto la Coppa del Baltico 2001.
Con la Nazionale lettone ha partecipato agli Europei del 2004, senza mai scendere in campo durante la competizione. Ha totalizzato 21 presenze, tra il 1998 e il 2006, senza mettere a segno reti.

## Statistiche

### Cronologia presenze e reti in nazionale
| Cronologia completa delle presenze e delle reti in nazionale ― Lettonia | Cronologia completa delle presenze e delle reti in nazionale ― Lettonia | Cronologia completa delle presenze e delle reti in nazionale ― Lettonia | Cronologia completa delle presenze e delle reti in nazionale ― Lettonia | Cronologia completa delle presenze e delle reti in nazionale ― Lettonia | Cronologia completa delle presenze e delle reti in nazionale ― Lettonia | Cronologia completa delle presenze e delle reti in nazionale ― Lettonia | Cronologia completa delle presenze e delle reti in nazionale ― Lettonia |
| Data                                                                    | Città                                                                   | In casa                                                                 | Risultato                                                               | Ospiti                                                                  | Competizione                                                            | Reti                                                                    | Note                                                                    |
| ----------------------------------------------------------------------- | ----------------------------------------------------------------------- | ----------------------------------------------------------------------- | ----------------------------------------------------------------------- | ----------------------------------------------------------------------- | ----------------------------------------------------------------------- | ----------------------------------------------------------------------- | ----------------------------------------------------------------------- |
| 10-11-1998                                                              | Tunisi                                                                  | Tunisia                                                                 | 2 – 0                                                                   | Lettonia                                                                | Amichevole                                                              | -                                                                       | 76’                                                                     |
| 5-6-1999                                                                | Riga                                                                    | Lettonia                                                                | 1 – 2                                                                   | Slovenia                                                                | Qual. Euro 2000                                                         | -                                                                       | 43’                                                                     |
| 9-6-1999                                                                | Atene                                                                   | Grecia                                                                  | 1 – 2                                                                   | Lettonia                                                                | Qual. Euro 2000                                                         | -                                                                       |                                                                         |
| 26-6-1999                                                               | Curitiba                                                                | Brasile                                                                 | 3 – 0                                                                   | Lettonia                                                                | Amichevole                                                              | -                                                                       |                                                                         |
| 5-7-2001                                                                | Riga                                                                    | Lettonia                                                                | 4 – 1                                                                   | Lituania                                                                | Coppa del Baltico 2001                                                  | -                                                                       |                                                                         |
| 27-3-2002                                                               | Hesperange                                                              | Lussemburgo                                                             | 0 – 3                                                                   | Lettonia                                                                | Amichevole                                                              | -                                                                       | 82’                                                                     |
| 17-4-2002                                                               | Ventspils                                                               | Lettonia                                                                | 2 – 1                                                                   | Kazakistan                                                              | Amichevole                                                              | -                                                                       | 66’                                                                     |
| 15-11-2003                                                              | Riga                                                                    | Lettonia                                                                | 1 – 0                                                                   | Turchia                                                                 | Qual. Euro 2004                                                         | -                                                                       |                                                                         |
| 20-12-2003                                                              | Pafo                                                                    | Kuwait                                                                  | 2 – 0                                                                   | Lettonia                                                                | Amichevole                                                              | -                                                                       | 46’                                                                     |
| 6-6-2004                                                                | Riga                                                                    | Lettonia                                                                | 2 – 2                                                                   | Azerbaigian                                                             | Amichevole                                                              | -                                                                       | 62’                                                                     |
| 18-8-2004                                                               | Riga                                                                    | Lettonia                                                                | 0 – 2                                                                   | Galles                                                                  | Amichevole                                                              | -                                                                       | 74’                                                                     |
| 9-10-2004                                                               | Bratislava                                                              | Slovacchia                                                              | 4 – 1                                                                   | Lettonia                                                                | Qual. Mondiali 2006                                                     | -                                                                       | 54’                                                                     |
| 1-12-2004                                                               | Riffa                                                                   | Oman                                                                    | 3 – 2                                                                   | Lettonia                                                                | Coppa del Primo Ministro                                                | -                                                                       |                                                                         |
| 3-12-2004                                                               | Riffa                                                                   | Bahamas                                                                 | 2 – 2 dts (4 - 2 dtr)                                                   | Lettonia                                                                | Coppa del Primo Ministro                                                | -                                                                       | Ammonizione                                                             |
| 8-6-2005                                                                | Riga                                                                    | Lettonia                                                                | 1 – 0                                                                   | Liechtenstein                                                           | Qual. Mondiali 2006                                                     | -                                                                       |                                                                         |
| 17-8-2005                                                               | Riga                                                                    | Lettonia                                                                | 1 – 1                                                                   | Russia                                                                  | Qual. Mondiali 2006                                                     | -                                                                       |                                                                         |
| 3-9-2005                                                                | Tallinn                                                                 | Estonia                                                                 | 2 – 1                                                                   | Lettonia                                                                | Qual. Mondiali 2006                                                     | -                                                                       |                                                                         |
| 7-9-2005                                                                | Riga                                                                    | Lettonia                                                                | 1 – 1                                                                   | Slovacchia                                                              | Qual. Mondiali 2006                                                     | -                                                                       | 24’                                                                     |
| 16-8-2006                                                               | Mosca                                                                   | Russia                                                                  | 1 – 0                                                                   | Lettonia                                                                | Amichevole                                                              | -                                                                       | 76’                                                                     |
| Totale                                                                  |                                                                         | Presenze                                                                | 21                                                                      |                                                                         | Reti                                                                    | 0                                                                       |                                                                         |

## Palmarès

### Club

#### Competizioni nazionali
- Coppa di Lettonia: 4

Olimpija Rīga : 1992
Riga: 1999
Ventspils: 2003, 2004
- 1. Līga: 2

Gulbene: 2010, 2014

### Nazionale
- Coppa del Baltico: 1

2001